# قلعة فريدريكسبورغ

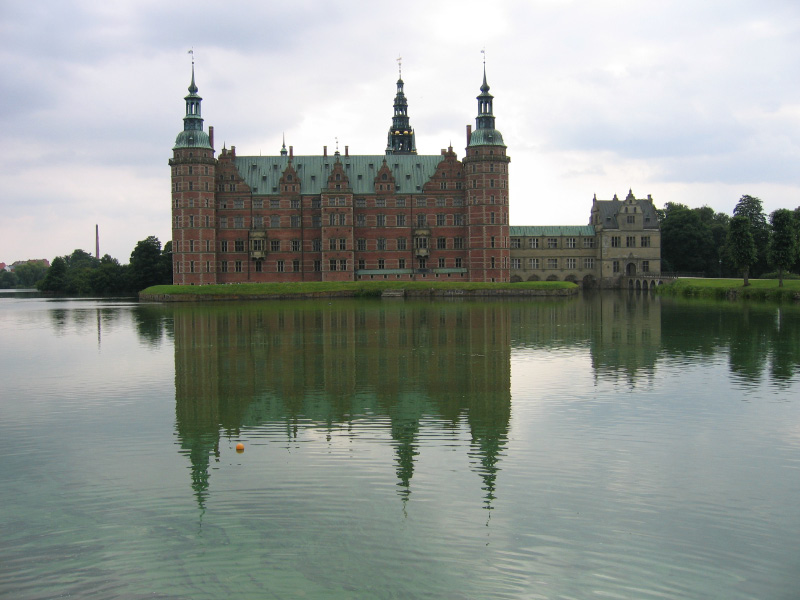
قلعة فريدريكسبورغ، الدنمارك.

قلعة فريدريكسبورغ (بالإنجليزية: Frederiksborg Palace أو Frederiksborg Castle) و (بالدنماركية: Frederiksborg Slot) هي قلعة أو قصر بمدينة هيليرود في الدنمارك حيث بنيت أجزاء منها من قبل الملك فريدريك الثاني ملك الدنمارك-النرويج في سنة 1560م، وتم إكمال بنائها بين سنتي 1602-1620م من قبل الملك كريستيان الرابع الدنماركي. وحالياً هي متحف تاريخي. وفي زمن فريديريك الثاني كانت هذه القلعة الأكبر في إسكندنافيا، وكانت تتمركز في ثلاثة جزر صغيرة وفي وسط بحيرة بالاس. وتحتوي هذه القلعة على حديقة كبيرة.
بعد حريق خطير في عام 1859، أعيد بناء القلعة على أساس المخططات واللوحات القديمة. بفضل الدعم العام ومصنع البيرة جيه. سي. ياكوبسن، تم ترميم شققها بالكامل وإعادة فتحها للجمهور باسم المتحف الدنماركي للتاريخ الوطني في عام 1882. المتحف مفتوح طوال العام، ويحتوي على أكبر مجموعة من اللوحات الفنية في الدنمارك. كما يوفر للزوار فرصة لزيارة العديد من غرف الدولة بالقلعة بما في ذلك غرفة فالديمار التي تم ترميمها والقاعة الكبرى بالإضافة إلى الكنيسة الصغيرة وغرفة الجمهور التي تم إنقاذها إلى حد كبير من الحريق وتحتوي على زخارف فاخرة.

## تاريخ
تعتبر قلعة فريدريكسبورج مجمعاً فخماً في هيليرود، الدنمارك. تم بناؤه كمقر إقامة ملكي للملك كريستيان الرابع ملك الدنمارك والنرويج في أوائل القرن السابع عشر، ليحل محل قلعة قديمة حصل عليها فريدريك الثاني وأصبحت أكبر سكن لعصر النهضة في الدول الاسكندنافية. تقع على ثلاث جزر صغيرة في بحيرة القلعة، وهي محاطة بحديقة رسمية كبيرة على الطراز الباروكي.

### الأصول

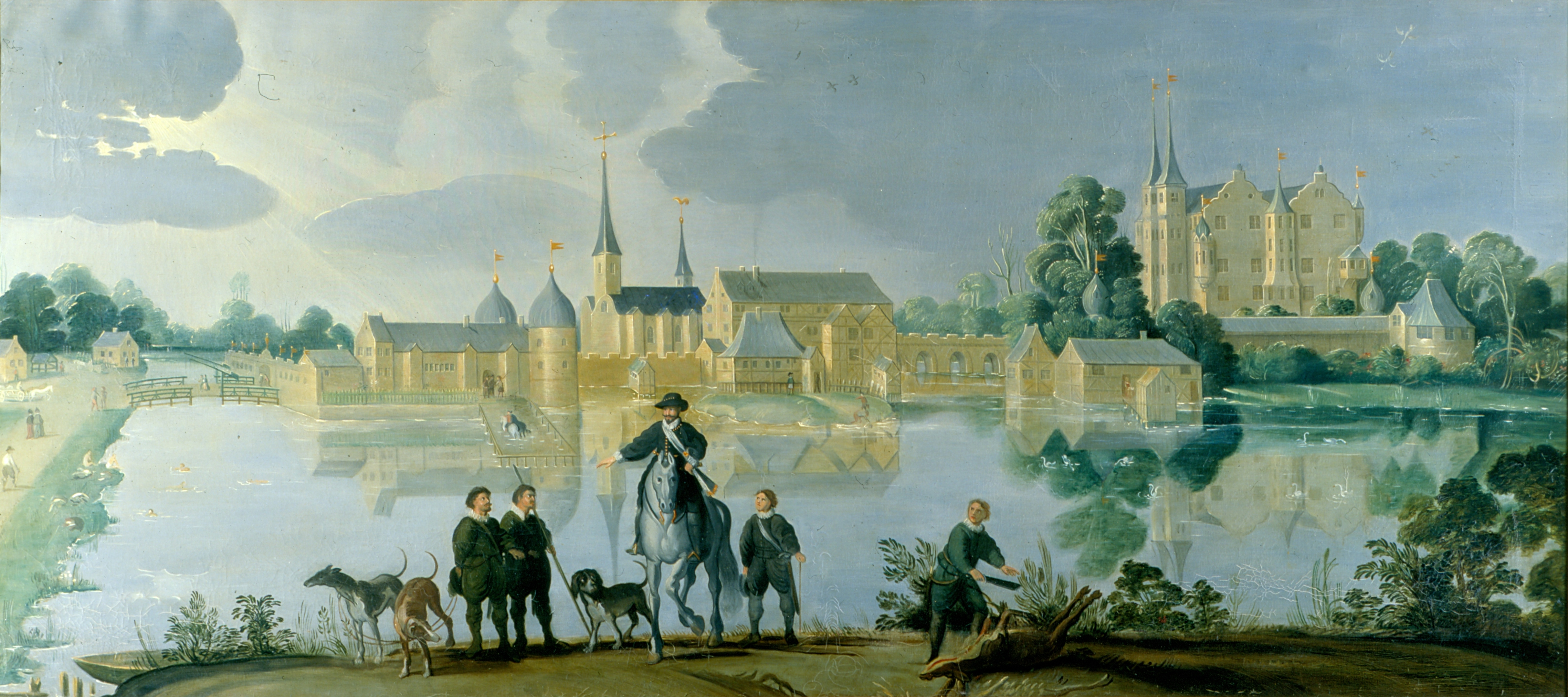
القلعة في عهد فريدريك الثاني حوالي عام 1585

كانت الحوزة المعروفة في الأصل باسم هيليرود شولم بالقرب من هيليرود تنتمي تقليديًا إلى جويس، إحدى العائلات النبيلة في الدنمارك. في عشرينيات وثلاثينيات القرن السادس عشر، كان موجينز جوي (1470-1544)، ستيوارد أوف ذا ريلم، فعالًا في إدخال الإصلاح الدنماركي. عاش في مبنى نصف خشبي في أقصى الشمال من ثلاث جزر متجاورة على بحيرة العقار. كان العقار يُعرف باسم هيليرود شولم (حرفياً جزيرة هيليرود). بعد أن تزوجت ابنته بيرجيت من الحاشية والبطل البحري هيرلوف ترول في عام 1544، أصبح الزوجان مالكيها. في أربعينيات القرن الخامس عشر، استبدلت ترولي المبنى القديم بمنزل أكبر مانور. 

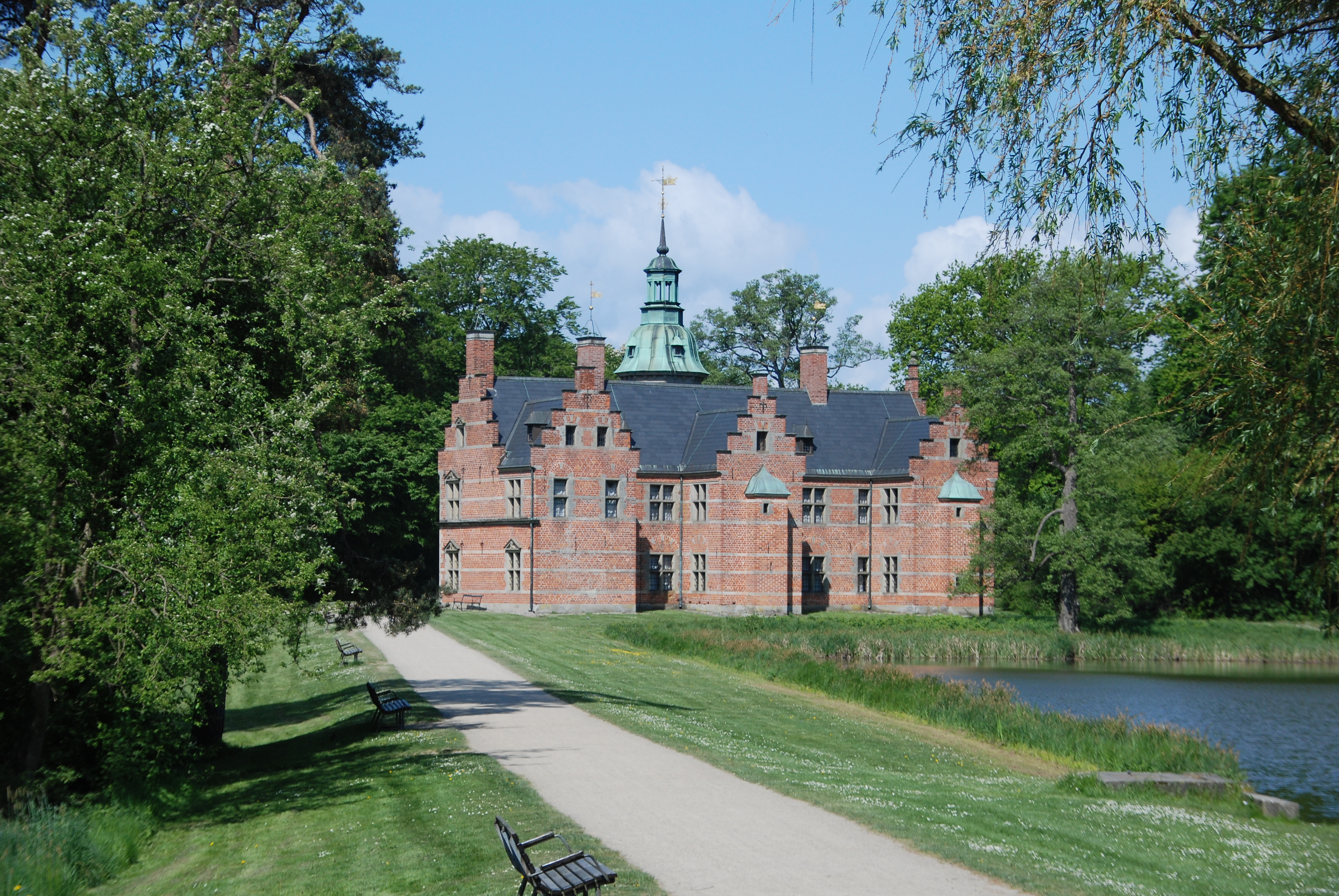
بيت الصيد في باث هاوس (1581)

في عام 1550، أبرم فريدريك الثاني، ملك الدنمارك والنرويج من 1559 إلى 1588، اتفاقية تبادل مع هيرلوف ترولي وزوجته حيث حصل ترولي على قصر دير الغابة في جنوب نيوزيلندا بينما استحوذ الملك على شركة شولم العقارية بهيليرود. نظرًا لأن المبنى القديم ذو البرجين التوأمين كان صغيرًا جدًا بالنسبة للملك، فقد رتب في عام 1560 للتمديدات والإضافات تحت إشراف ترولي. بناءً على طلب الملك، بقيت ترول في المبنى حتى اكتمال العمل. ثم أعاد الملك تسمية الحوزة فريدريكسبورج (حرفيا قلعة فريدريك). كان مهتمًا بصيد الغزلان، فقد استخدم القلعة مع باث هاوس المجاورة كنزل ملكي للصيد، حيث كان يتمركز في الحقول والغابات التي يمتلكها في شمال نيوزيلندا. وتضمنت الإضافات سورًا مسورًا إلى الجنوب يفصل بين الحوزة والمدينة. لا يزال قائما اليوم هو المنزل رباعي الزوايا المبني من الطوب الأحمر ذو السقف العلوي في ستالدجيد المعروف باسم برج هيرلوف ترولي (حوالي 1560). وبجوار هذا يوجد مبنيان مستقران طويلان وضيقان من الآجر الأحمر: إسطبلات الملك إلى الغرب وإسطبلات الفرسان في الشرق. يؤدي هذا بدوره إلى جدار على طول البحيرة مع برجين دائريين اكتمل في عام 1562 يحملان ذراعي فريدريك الثاني وشعاره أملي في الله وحده (بالألمانية: Mein Hoffnung zu Gott Allein). في الجزيرة الوسطى، يمكن أيضًا رؤية بيت المؤن الطويل مع الجملونات المتدرجة (1575) اليوم. أهم مبنى من عصر فريدريك الثاني هو باث هاوس في المنتزه شمال غرب الجزر الصغيرة. تم الانتهاء منه في عام 1581 على طراز عصر النهضة بثلاثة أجنحة بارزة ذات جملون متدرجة، وقد خدم الملك كنزل للصيد خلال أشهر الصيف. 
كانت قلعة فريدريكسبورج أول قلعة دنماركية يتم بناؤها في الداخل. كانت جميع القلاع السابقة على الساحل أو قريبة من الموانئ لأن البحر كان تقليديًا الوسيلة الرئيسية للسفر. كما أنها كانت أول ما تم بناؤه لأغراض ترفيهية بحتة وليس لأغراض الدفاع. أدى موقعها في هيليرود إلى تطوير طرق محسنة بشكل كبير، كانت مخصصة في البداية للملك. طريق الملك، الذي يربط فريدريكسبورج بكوبنهاجن، اكتمل في عام 1588.  زار جيمس السادس ملك اسكتلندا في 13 مارس 1590 بعد زواجه من آن الدنمارك. لقد أعطى المال للفقراء، لحارس الحديقة الذي أقرض الخيول للزوجين، لامرأة كانت ترعى الدراج و "طيور التنوب"، و 100 دالاس دنماركي لقبطان فريدريكسبورج لضباطه وخدمه.

### قلعة عصر النهضة

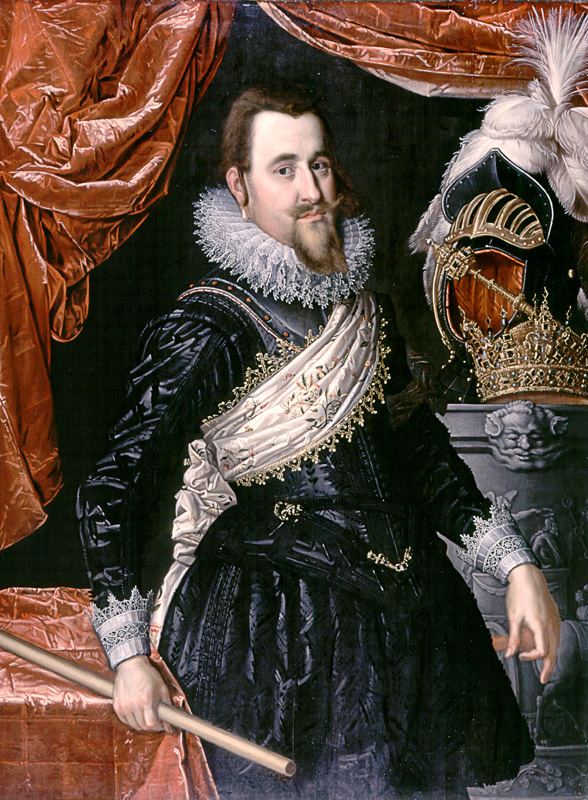
صورة لكريستيان الرابع من الدنمارك بواسطة بيتر إسحاق

أصبح نجل فريدريك كريستيان، الذي ولد هناك، مرتبطًا جدًا بالقلعة عندما كان طفلاً. ومع ذلك، عندما تولى منصب كريستيان الرابع (1588-1648) قرر إعادة بنائه بالكامل على طراز عصر النهضة الفلمنكي والهولندي (الأسلوب الشمالي). تم هدم المبنى القديم في عام 1599 وتم تكليف المهندس المعماري الفلمنكي هانز فان ستينوينكل الأكبر بتخطيط المبنى الجديد. بعد وفاته عام 1601، أكمل ولديه هانز ولورينز المهمة. تم الانتهاء من المبنى الرئيسي المكون من أربعة طوابق بأجنحته الثلاثة حوالي عام 1610 ولكن استمر العمل في الكنيسة حتى عام 1618. تم الانتهاء من بناء المجمع بأكمله حوالي عام 1620،  وأصبح أكبر مبنى من عصر النهضة في الدول الاسكندنافية. وهكذا تم الانتهاء من مبنى عصر النهضة الرئيسي الذي بناه كريستيان الرابع في أقل من عشر سنوات، وهو إنجاز مذهل في ذلك الوقت، على الرغم من وجود إضافات حتى أوائل عشرينيات القرن السادس عشر. 
في عام 1659 أثناء الحرب الشمالية الثانية، استولى السويديون على القلعة واستولوا على معظم أعمالها الفنية كتعويضات عن الحرب. أثناء الاحتلال السويدي، استخدمت ملكة السويد، هيدفيج إليونورا من هولشتاين-جوتورب، القصر وصيدت في الغابة مع المبعوث الإنجليزي إلى السويد.
بعد وفاة كريستيان الرابع عام 1648، تم استخدام القلعة بشكل أساسي للمناسبات الاحتفالية. كانت الكنيسة الصغيرة مسرحًا لتتويج ومراسم جميع الملوك الدنماركيين من 1671 إلى 1840 باستثناء كريستيان السابع.
- 1671: كريستيان الخامس وشارلوت أمالي من هيس كاسل.
- 1700: فريدريك الرابع ولويز من مكلنبورغ غوسترو.
- 1721: آنا صوفيا، زوجة فريدريك الرابع.
- 1731: كريستيان السادس وصوفيا ماجدالينا من براندنبورغ كولمباخ.
- 1747: فريدريك الخامس ولويز من بريطانيا العظمى.
- 1752: جوليانا ماريا من برونزويك ولفنبوتل، زوجة فريدريك الخامس.
- 1815: فريدريك السادس وماري من هيس كاسل.
- 1840: كريستيان الثامن وكارولين أمالي من شليسفيغ هولشتاين.

في يوليو 1720، تم التوقيع على معاهدة فريدريكسبورج في القلعة، منهية الحرب الشمالية الكبرى بين السويد والدنمارك والنرويج والتي بدأت عام 1700.

### النار والتعمير

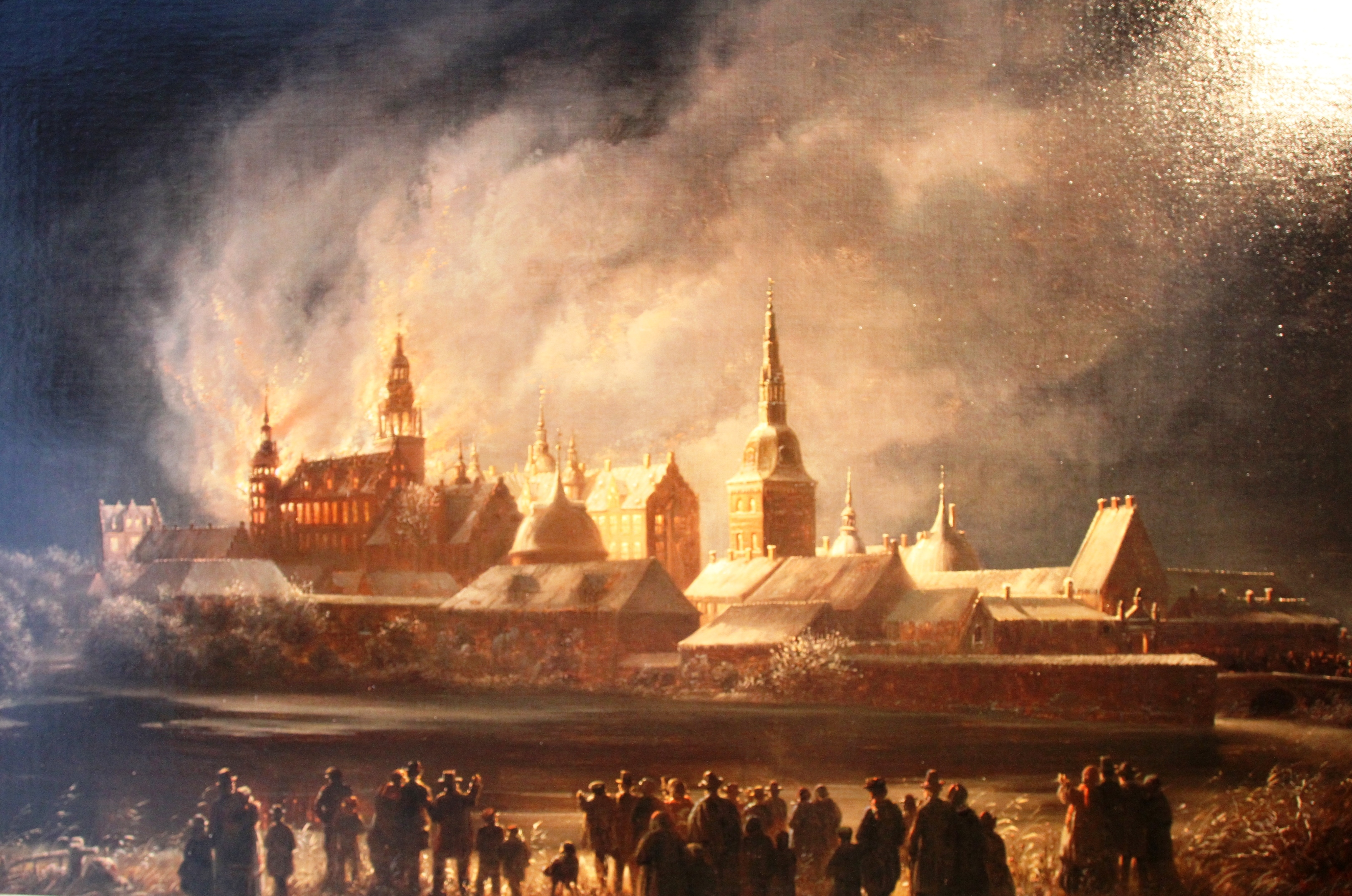
حريق القلعة عام 1859، رسم فرديناند ريتشاردت (1819-1895)

في خمسينيات القرن التاسع عشر، استخدم الملك فريدريك السابع القلعة مرة أخرى كمقر إقامة. بينما كان يقيم هناك ليلة 16 ديسمبر 1859، تقاعد إلى غرفة في الطابق الثالث لفحص مصنوعاته الأثرية التاريخية. ولكن بما أنها كانت ليلة باردة، فقد طلب إشعال نار في الغرفة. لسوء الحظ، كانت المدخنة قيد الإصلاح، مما تسبب في اندلاع حريق. عندما تم تجميد البحيرة، كان الماء الوحيد المتاح يأتي من المخزن والمطبخ.   انتشر الحريق بسرعة، ودمر معظم المبنى في غضون ساعات قليلة على الرغم من عدم تعرض الكنيسة الصغيرة وغرفة الجمهور والممر الخاص لأضرار جسيمة. تم تدمير الزخارف الداخلية المعقدة أيضًا ولكن تم حفظ أكثر من 300 لوحة ويتم عرضها الآن في متحف تاريخ القلعة. تم تمويل إعادة الإعمار من خلال الاكتتاب العام، مع مساهمات كبيرة من الملك والدولة، وكذلك من المحسن البارز جيه. سي. ياكوبسن من كارلسبيرغ. قدم تمويل جاكوبسن لإنشاء متحف التاريخ الوطني في القلعة. تم تأسيسه رسميًا في 5 أبريل 1878 وافتتح للجمهور في عام 1882. بدأت أعمال الترميم وإعادة الإعمار في عام 1860 على أساس الخطط القديمة من المحفوظات وكذلك اللوحات والرسومات التفصيلية لهينريش هانسن. عندما تم الانتهاء من العمل تحت قيادة المهندس المعماري التاريخي فرديناند ميلدال في عام 1864، أخذت القلعة مرة أخرى مظهرها الأصلي. كما تبرع جاكوبسن بنسخة من نافورة نبتون (تم نقل النسخة الأصلية من قبل أدريان دي فريس إلى السويد) والتي تم وضعها في الفناء الخارجي في عام 1888.

## بنيان

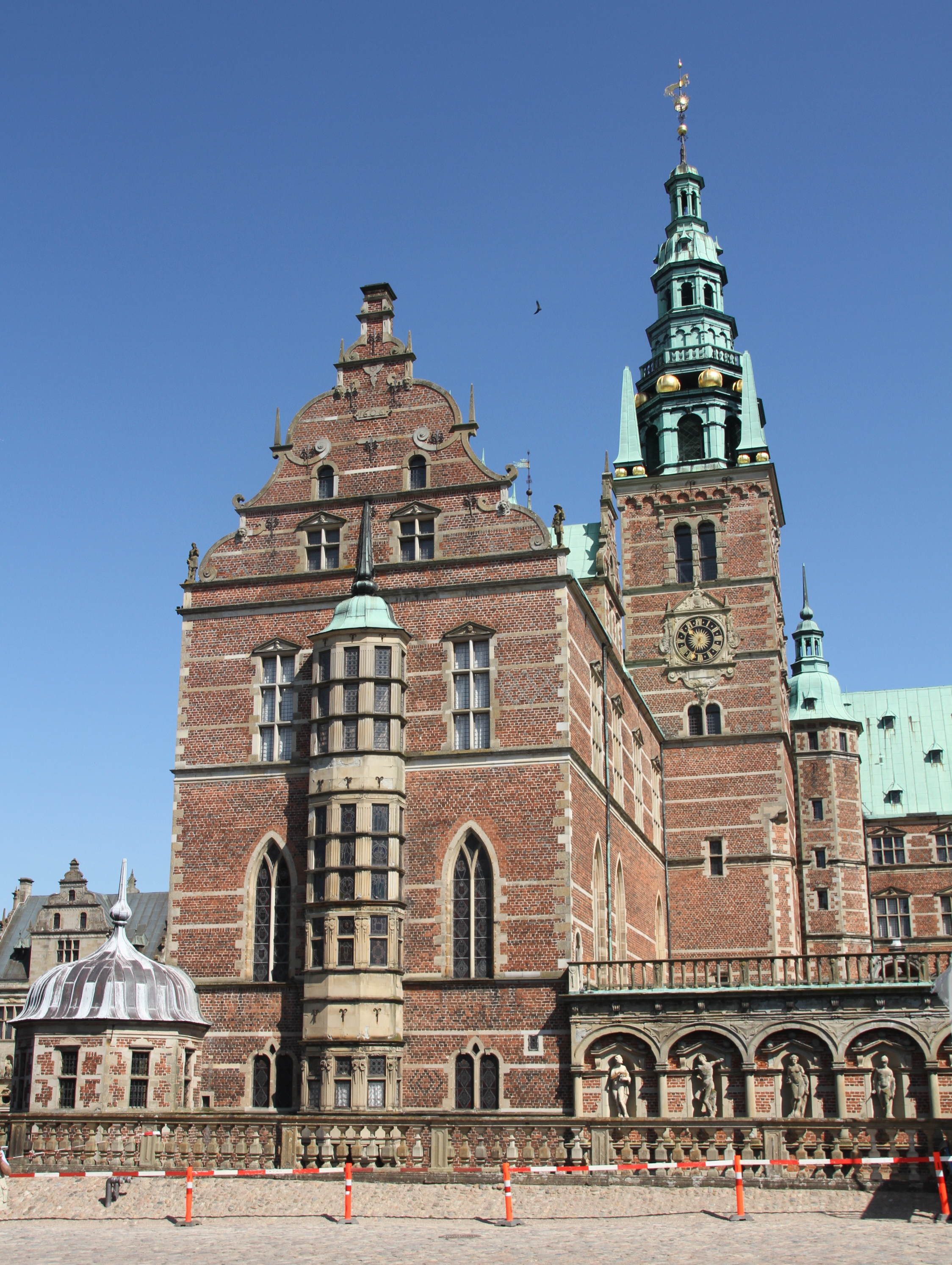
جناح المصلى وبرج الجرس.

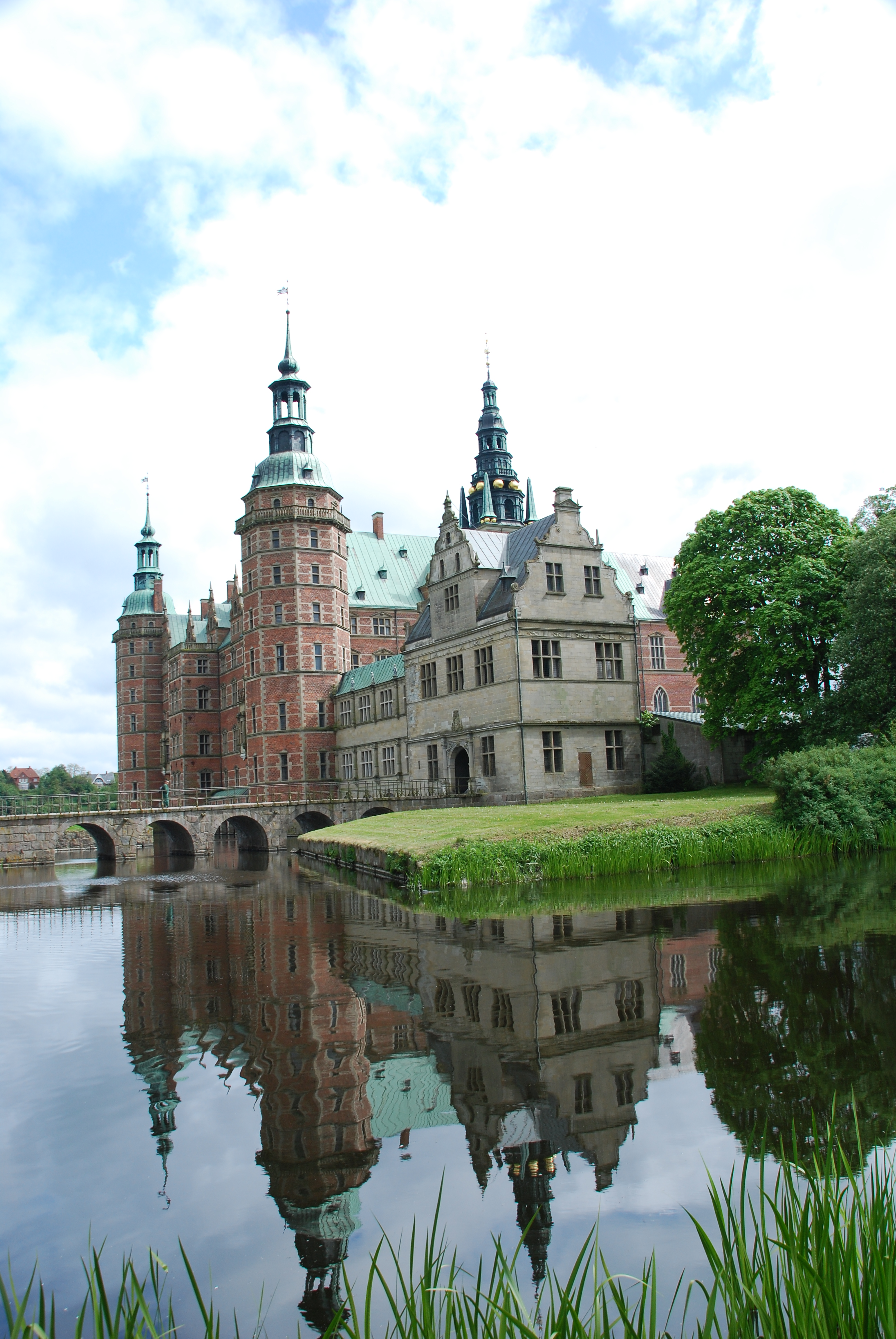
بيت الجمهور (في الطليعة)

تمشيا مع تقاليد النهضة الفلمنكية والهولندية، تم بناء القلعة الرباعية الزوايا التي تغطي كامل مساحة الجزيرة الشمالية من الطوب الأحمر مع الجملونات المتدرجة والأبراج الشاهقة والزخارف من الحجر الرملي الفاتح. تم كسر تناسق الهيكل الرئيسي بواسطة برج الجرس الكبير في جناح الكنيسة. جميع الأجنحة الثلاثة عبارة عن مبانٍ مستقلة بشكل أساسي تم ربطها معًا لتشكيل مجمع. تم تجاوز الاهتمام المعتاد بالتماثل من خلال الحاجة إلى تمجيد كريستيان الرابع بزخارف منحوتة تستحضر علم التنجيم والأساطير كما يمكن رؤيته في منزل البوابة وجناح التراس ونافورة نبتون. تعرض جملونات النوافذ أيضًا تماثيل الأباطرة التاريخيين بما في ذلك الإسكندر الأكبر ويوليوس قيصر.
اكتمل جناح الملك، الجناح الرئيسي لمبنى عصر النهضة، في عام 1604، وتبعه جناح الكنيسة في عام 1606، وجناح الأميرة على الجانب الشرقي في عام 1608. كانت الثلاثة كلها مكونة من ثلاثة طوابق، لكن جناح التراس، الذي اكتمل بناؤه عام 1609، كان مكونًا من طابق واحد فقط. تم تزيين جانب جناح التراس بجوار الخندق بشخصيات أسطورية بينما تطل الأروقة المفتوحة على الفناء. تحمل البوابة المركزية ذراعي الملك كريستيان والملكة آن كاترين وتاريخ اكتمالها، 1609.
تشتهر القلعة بأبراجها وأبراجها. جميع الزوايا الخارجية مزينة بأبراج. يطل برجان مثمنان مع أبراج شاهقة على البحيرة (برج العملة إلى الغرب وجياجرباكترن إلى الشرق) وبرجان مستديران من طابق واحد يواجهان الجزيرة المركزية. تزين أبراج السلالم ذات القباب المكسوة بالنحاس جانب الفناء لجناح الملك. البرج الأعلى والأكثر إثارة للإعجاب يقف فوق الكنيسة الصغيرة. زُينت الزوايا المشطوبة من برجها متعدد الطوابق بأربع مسلات.
تم الانتهاء من بيت الجمهور (بالدنماركية: Audienshuset) في عام 1616. مع الجملونات المتأرجحة والنوافذ البارزة البارزة على طراز عصر النهضة، المبنى الأنيق المكون من خمسة أجنحة في الجزيرة الوسطى فوق الخندق المائي من برج العملة في المبنى الرئيسي. تعتبر بوابتها المواجهة للجنوب، بوابة العملة، المزينة بشخصيات بما في ذلك كوكب الزهرة والمريخ المحاطة بالموسيقيين، واحدة من أفضل البوابات الدنماركية. في عام 1621، قام كريستيان الرابع بتزيين جناح الملك بالمعرض الكبير المطل على الفناء. قام هانز فان ستينوينكل الأصغر في أمستردام بصنع تماثيل الآلهة، التي تزين الطابقين، وتم إحضارها إلى الدنمارك عن طريق السفن. 
تم تطوير الجزيرة الوسطى في عهد كريستيان الرابع. تم الانتهاء من قصر اللورد الملازم (بالدنماركية: Slotsherrens Hus) إلى الغرب في عام 1611. تم تشييد المستشارية إلى الشرق في عام 1615 كنسخة حقيقية من بيريتسجارد في جزيرة لولاند، أحد أرقى مباني عصر النهضة في الدنمارك. تم تزيين كلا المبنيين ببرج مثمن وجملونات كاسحة.
في حين تم تدمير معظم القلعة بنيران عام 1859، تعرضت الكنيسة الصغيرة ومفروشاتها لأضرار طفيفة فقط. تم استخدام الكنيسة أيضًا ككنيسة احتفالية لأمر الفيل ووسام دانيبروغ منذ 1693. يضم المجموعة الفنية للعائلة المالكة الدنماركية، ولا سيما أعمال الرسام الدنماركي كارل هاينريش بلوخ حول حياة يسوع. كانت الكنيسة أيضًا موقعًا لتوقيع معاهدة فريدريكسبورج. منذ زمن كريستيان الرابع، تم استخدامه ككنيسة أبرشية. يخدمها اليوم أربعة كهنة واثنان من عازفي الأرغن.
يتم عرض معاطف النبالة لمتلقي وسام الفيل ووسام دانيبروغ على جدران الكنيسة. ومن بينهم شخصيات دولية مثل نيلسون مانديلا ودانماركيون بارزون بما في ذلك نيلز بور ومارسك ماكيني مولر.

## نافورة نبتون

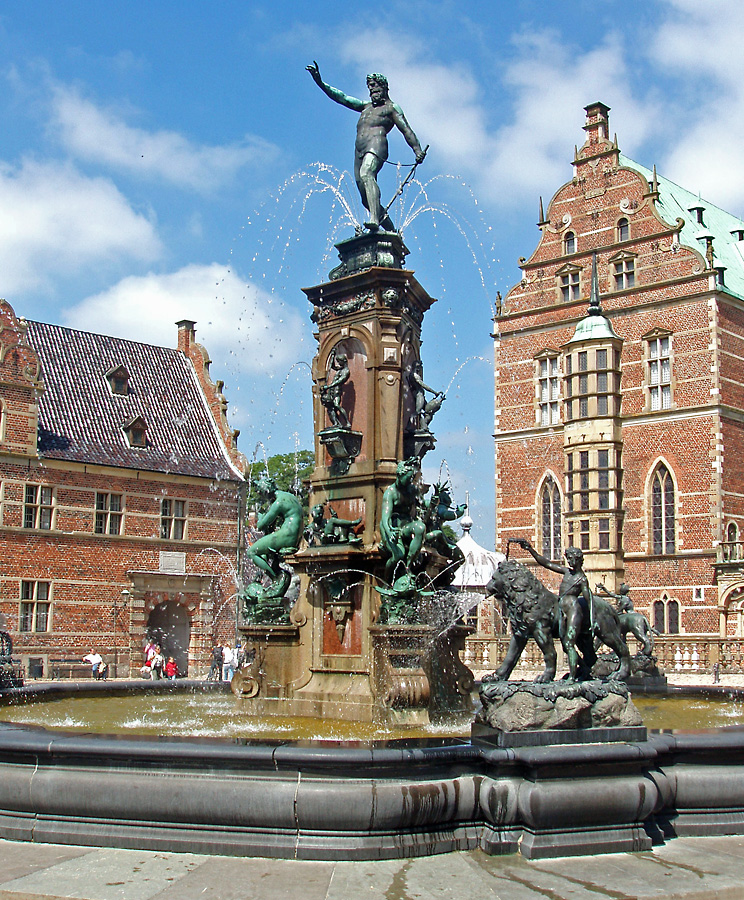
نافورة نبتون

تم تصميم نافورة نبتون من قبل أدريان دي فريس، وتعتبر تحفة نحتية للقلعة. تم إنشاؤه من عام 1620 إلى عام 1622 ليقف على الفناء الأمامي للقلعة مما يرمز إلى مكانة الدنمارك كقوة شمالية رائدة في أوائل القرن السابع عشر. تم صب الأشكال البرونزية الكبيرة في براغ حيث عمل دي فريس كنحات في القصر الإمبراطوري. ترمز إلى الملك الدنماركي، والبحر إله نبتون هو شخصية محورية، في حين تريتون الأنابيب الصدف على تزيين الحوض الخارجي. النافورة الحالية هي نسخة من النسخة الأصلية التي تم تفكيكها من قبل القوات السويدية في عام 1659 ونقلها إلى السويد لتعويضات الحرب بعد معاهدة روسكيلد في عام 1658. النافورة المعاد تجميعها تقف الآن في حدائق قصر دروتنينغهولم خارج ستوكهولم. قام بعمل النسخة هاينريش هانسن عام 1888 بتمويل من جيه سي جاكوبسن. 

## متحف التاريخ الوطني
تأسس متحف فريدريكسبورج بمرسوم ملكي في 5 أبريل 1878 وافتتح للجمهور في 1 فبراير 1882. استندت المجموعة الأصلية إلى اللوحات التي تم إنقاذها من حريق القلعة، ولكن بمساعدة صندوق جاكوبسن، سرعان ما تم توسيعها لتشمل القطع الأثرية الثقافية الأخرى بما في ذلك اللوحات والأثاث. على مدى الثلاثين عامًا التالية، تم توسيع المجموعة بشكل كبير من خلال اللوحات التي توفر سجلاً وطنياً لأهم الشخصيات في التاريخ الدنماركي من العصور الوسطى حتى يومنا هذا. اليوم، تعد مجموعة الصور هي الأكبر في الدنمارك. بالإضافة إلى 70 غرفة في الطوابق الثلاثة لجناح الملك وجناح الأميرة، تم تضمين الكنيسة الصغيرة وغرفة الورود وغرفة الجمهور في المتحف.  كما يستضيف المتحف معارض خاصة. منذ عام 2010، استضافت أيضًا معرضًا دوليًا للصور الشخصية خاضع للرقابة.

### غرفة فالديمار
يعرض الطابقان الأول والثاني من جناح الملك تاريخ الدنمارك من القرن الثاني عشر إلى القرن السابع عشر. تحتوي غرفة فالديمار على عدد من اللوحات التاريخية التي تم تكليفها خصيصًا بالمتحف، بما في ذلك سجن كارل بلوخ كريستيان الثاني في سوندربورج (1871)، أوتو باتشيس (1882) الذي يُظهر المتآمرين يركبون بعيدًا عن الباحث قرب فيبورغ بعد مقتل إريك كلينج، ولوريتس توكسين 1894 عمل تصور فالديمار العظيم وأبسالون تدمير سفانتيفيت معبد الصورة في جزيرة روغن. تحتوي غرفة فالديمار أيضًا على نسخة من أقدم علم دنماركي من عام 1427. تم استخدام النسخة الأصلية للتعليق في كاتدرائية لوبيك حيث تم تدميرها بالقصف عام 1942. تحتوي مجموعة الصور أيضًا على عدد من الأعمال التاريخية حقًا بما في ذلك لوحات كاريل فان ماندر لليونورا كريستينا وكريستيان الرابع وعدد من أعمال جاكوب بينك. تعود الأعمال الموجودة في الجناح الشرقي بشكل أساسي إلى القرنين الثامن عشر والتاسع عشر وتشمل لوحة قسطنطين هانسن التاريخية لآباء الدستور الدنماركي. 

### كنيسة صغيرة

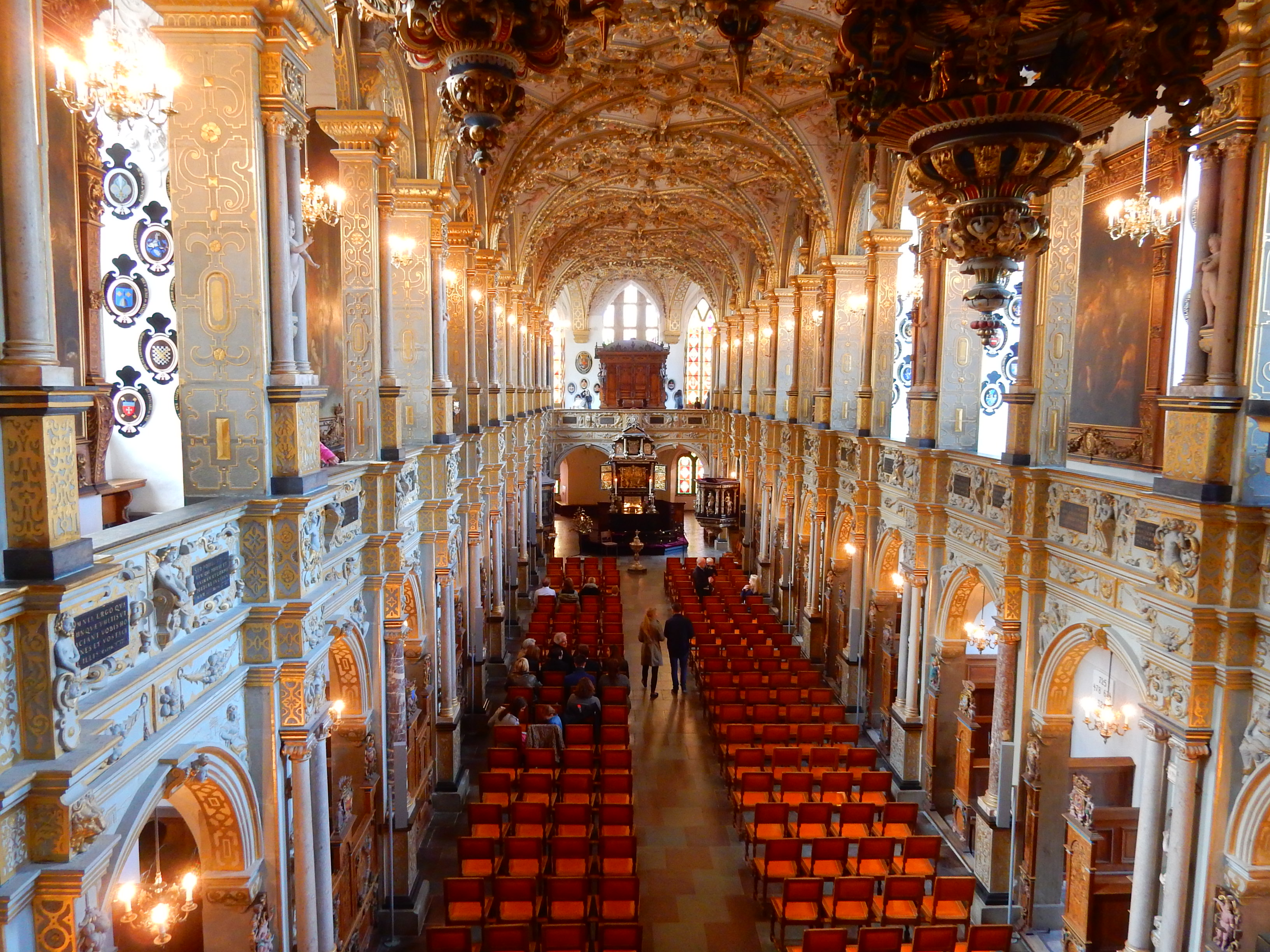
داخل الكنيسة

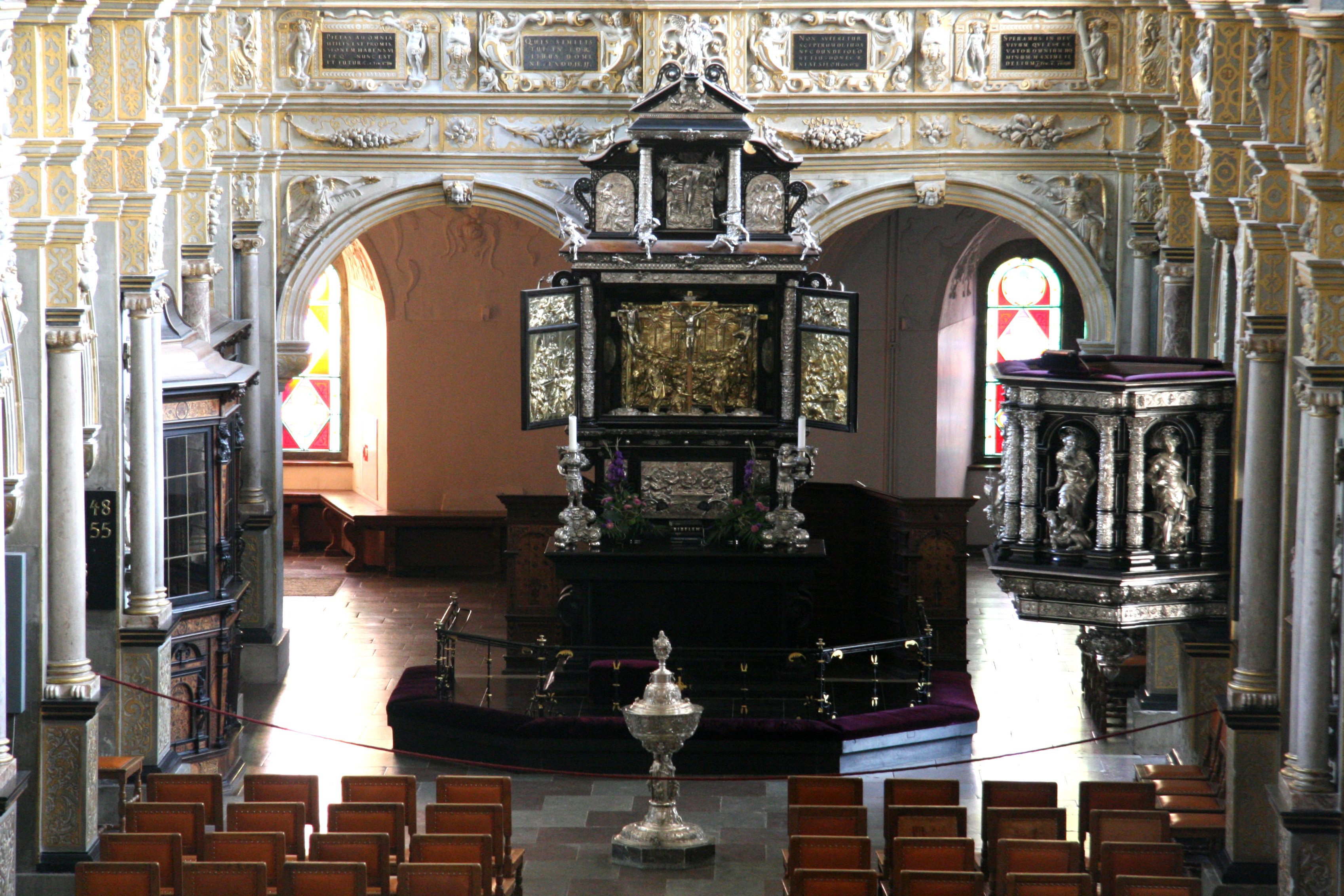
المصلى: مذبح ومنبر

الكنيسة الصغيرة، التي تم تكريسها عام 1617، هي أيضًا جزء من المتحف. إنه أفضل جزء تم الحفاظ عليه من مجمع عصر النهضة، بعد أن نجا إلى حد كبير من الأضرار في حريق عام 1859. تمتد الكنيسة على طول الجناح الغربي بالكامل مع صحن طويل ومعرض من طابقين. وتتحمل أعمدة ترتفع من صالات العرض السقف المصنوع من الجص ذي الأقبية الستة والمزخرف بزخارف غنية.
تحمل الأعمدة لوحات جدارية لأشكال توراتية رُسمت في تسعينيات القرن التاسع عشر. تم تزيين صالات العرض في عهد فريدريك الثالث (1648–1670) كما يتضح من ذراعيه.
أهم قطعة أثرية للكنيسة هي العضو الذي بناه إساجاس كومبينيوس في عام 1610. تم تثبيته من قبل إساجاس كومبينيوس نفسه قبل وقت قصير من وفاته في هيليرود عام 1617. أقدم أورغن في الدنمارك، يحتوي على 1001 أنبوب خشبي. تم الحفاظ على المنفاخ الأصلي الذي يتم تشغيله يدويًا. الآلة مزخرفة بزخارف غنية بالأبنوس والعاج والفضة.
كان المذبح والمنبر من أوائل القرن السابع عشر من عمل صائغ الفضة جاكوب موريس من هامبورغ. في غرفة صلاة الملك المجاورة للمصلى، يوجد مذبح فضي صغير صنعه الصائغ ماتيوس والباوم من أوغسبورغ عام 1600. 

### قاعة كبيرة

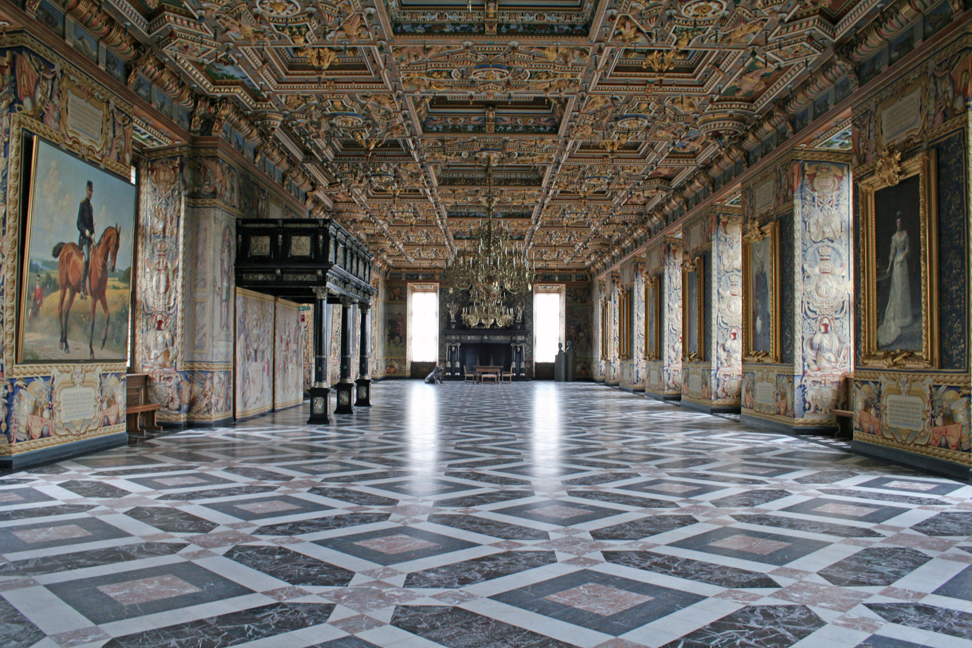
قاعة كبيرة

تقع القاعة الكبرى (بالدنماركية: Riddersalen) فوق الكنيسة وتمتد أيضًا على طول الجناح الغربي. تم تدميره بنيران عام 1859 ولكن تم ترميمه بالكامل تقريبًا بفضل اللوحات المعمارية التي رسمها هاينريش هانسن وإف سي لوند. تم تنفيذ أعمال الترميم، التي اكتملت في عام 1880، من قبل فرديناند ميلدال الذي استخدم الأجزاء المحفوظة من السقف المذهب المزخرف. الثريا الكبيرة في وسط الغرفة من عمل تلميذ ميلدال، كارل برامر. تم نسج المفروشات الأصلية التي تصور الأحداث المهمة في حياة كريستيان الرابع في ورشة عمل كاريل فان ماندير في دلفت. تم إنشاء النسخ التي تزين جدران القاعة اليوم من رسومات ماندر. 

### الوردة

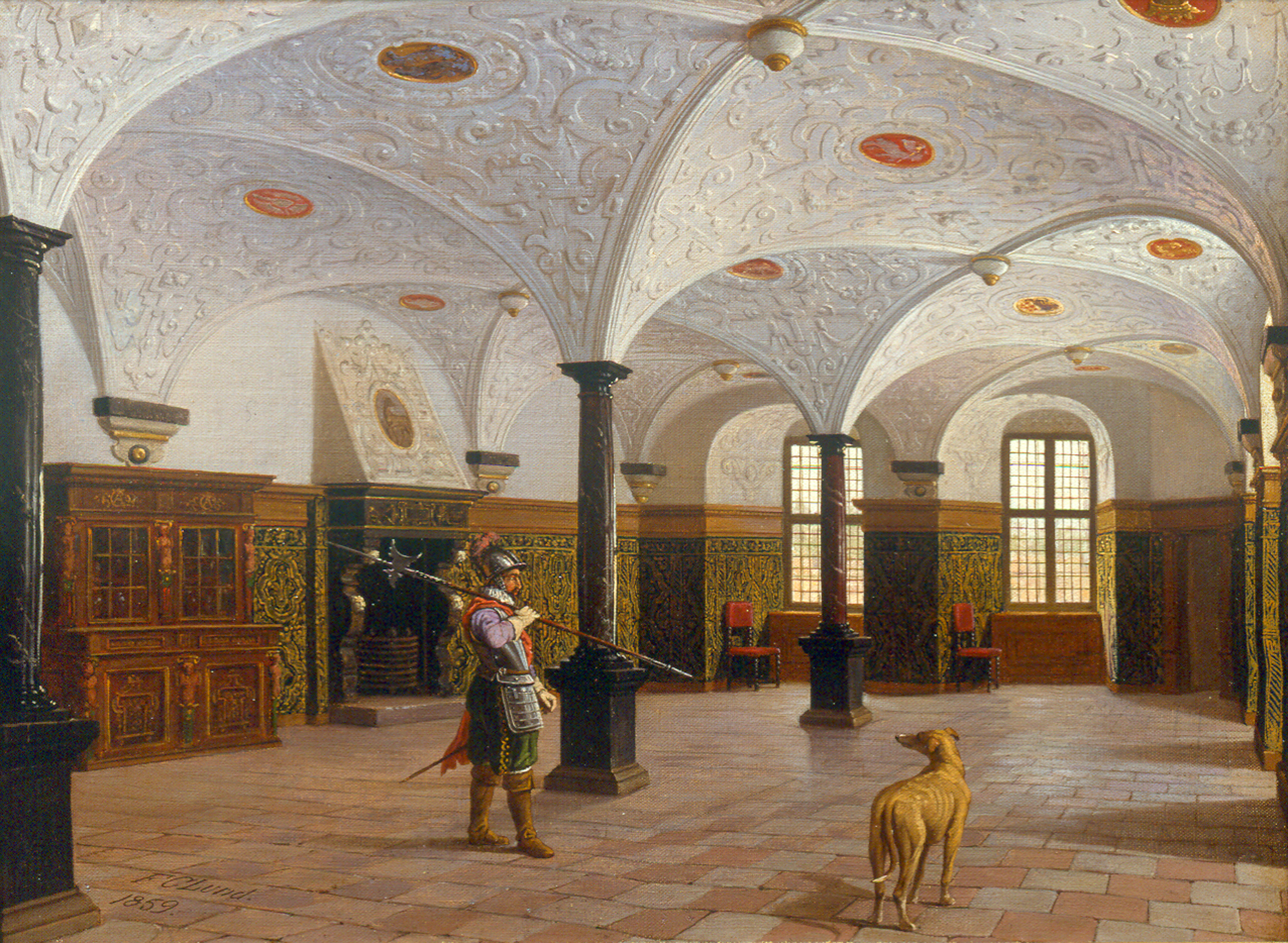
غرفة الورد

كانت الغرفة الموجودة في الطابق الأرضي في جناح الملك والمعروفة باسم الوردة في الأصل غرفة طعام للملك وحاشيته. كما دمرها حريق عام 1859، لكن أعيد بناؤها من اللوحات القديمة. ترتكز مجموعتا الخزائن المكونة من ستة أقبية على أعمدة قائمة بذاتها. يُعتقد أن مهلدال نجح في إعادة استخدام أجزاء من زخارف النوافذ بما في ذلك الأحرف الأولى لكريستيان الرابع والملكة كاترين. 

### غرفة الحضور

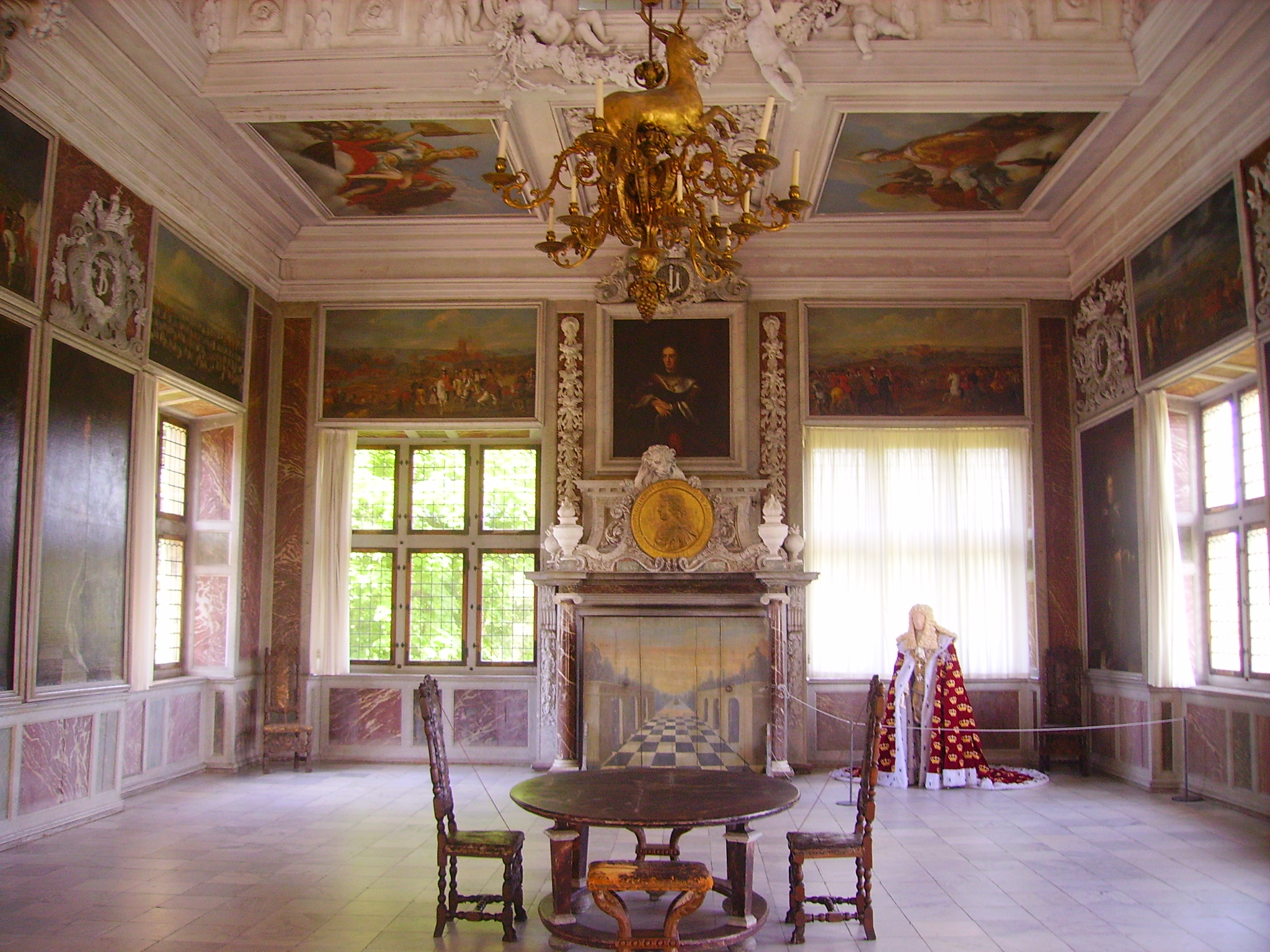
غرفة الحضور

امتدت إلى الجزيرة الوسطى، ونجت غرفة الجمهور أيضًا من التلف الناتج عن الحريق في عام 1859. تم تزيينه من قبل باني كريستيان الخامس لامبرت فان هافن في ثمانينيات القرن السادس عشر، حيث جمع بين أسلوب عصر النهضة والباروك. كان هو نفسه قد أعاد اللوحات في ممر بريفي المجاور (كونسيلجانجين) من إيطاليا. تم الانتهاء من عمله في عام 1688، مما جعل غرفة الجمهور أقدم غرفة باروكية محفوظة في الدنمارك. السقف الفخم في ممر خاص مع الكروم المزهرة والزواحف والورد هو عمل فنانين الجص يان ويلكنز فان فيرلت وكريستيان نيرجر. تم الانتهاء من غرفة الجمهور نفسها في عام 1689. تم صنع الثريا ذات الأيل المنحوت حوالي عام 1625 بواسطة هانز أوكسين. سمح الكرسي الموجود في الزاوية الشمالية الشرقية للملك بأن يرفع عن مدخل المبنى. القبة المركزية، التي صممها فان هافن، تحمل شعار كريستيان الخامس، بيتيت وجوستيتيا (التقوى والعدالة) ومزينة بلوحات استعادية لملكة مسيحية وزنجي وتركي وهندي أمريكي يمثلون أوروبا وإفريقيا، آسيا وأمريكا. تصور اللوحات المعلقة على الجدران لرسام البلاط كريستيان الخامس جاكوب داغار أسلاف الملوك. تعلوها مشاهد من حرب سكانيان المجيدة للملك (1675-1697) رسمها كلاوس موينشين وكريستيان مورهولت، على الرغم من حقيقة أن الدنمارك هُزمت في النهاية. 

## حدائق القلعة

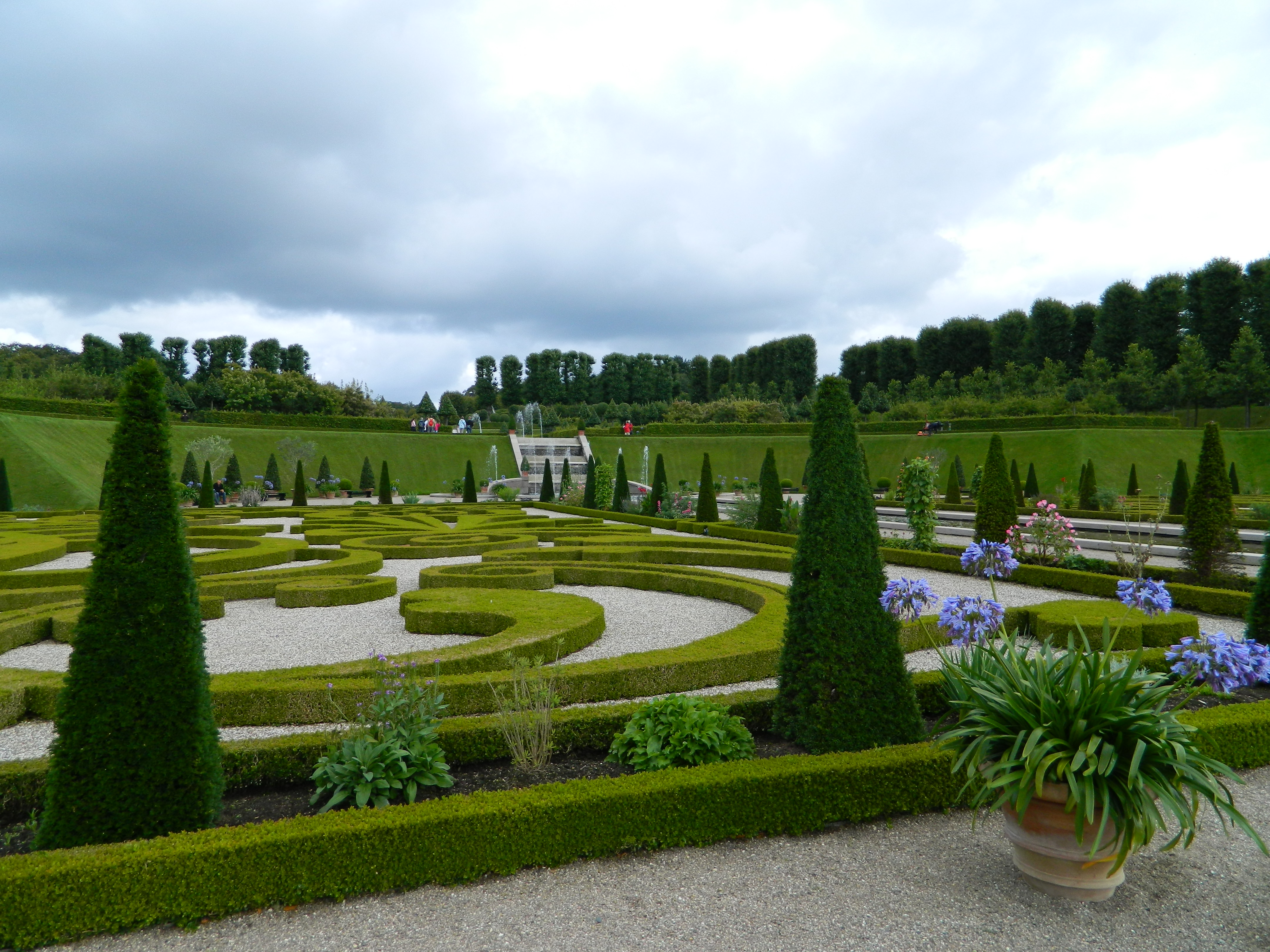
متنزه باروك مع ميزة المياه المتدفقة في الخلفية

في عام 1850، كان لدى فريدريك السابع حديقة ذات مناظر طبيعية تقع في الشمال الغربي من القلعة مع مسارات متعرجة وقنوات وبحيرات صناعية. في جزيرة لويز، التي سميت على اسم زوجته الثالثة، تم بناء منزل مانور خشبي صغير على الطراز النرويجي، حيث يمكن للملك الخروج للصيد والاستمتاع بفواصل متواصلة مع زوجته.  
إلى الشرق من القلعة، تم إنشاء حديقة باروك مع شلالاته في الأصل من قبل بستاني المحكمة يوهان كورنيليوس كريجر لفريدريك الرابع في أوائل عشرينيات القرن الثامن عشر. تم تصميم ميزاته المتناسقة المخطط لها بعناية لإحاطة قطعة المنتزهات المركزية، وهي نافورة تتدفق منها المياه أسفل التراسات إلى البحيرة أدناه. تم ترتيب ممرات وشجيرات وأحواض زهور مرتبة بعناية حول النافورة المركزية. تم الحفاظ على الحديقة حتى بداية القرن التاسع عشر عندما تم التخلي عنها. نمت الشجيرات برية ولكن لا يزال من الممكن رؤية المسارات والمدرجات. في عام 1993 تقرر إعادة إنشاء الحديقة بأسلوبها الأصلي. تُعرف الآن باسم كاسكاديرني (بالإنجليزية: The Cascades)، وقد أعيد افتتاحها في عام 1996 مع العديد من الشجيرات والأشجار الجديدة، مما يجعلها أشهر حديقة باروكية في الدنمارك. صُنعت حروف فريدريك الرابع وكريستيان السادس وفريدريك الخامس ومارجريت الثاني، المصنوعة من تحوطات مصغرة، جزءًا من التخطيط المركزي. 

## كونتيسة فريدريكسبورج
تم إنشاء الكسندرا كريستينا مانلي كونتيسة فريدريكسبورج (بالدنماركية: Grevinde af Frederiksborg) من قبل الملكة مارغريت الثانية في 16 أبريل 2005، بعد ثمانية أيام من طلاقها من الأمير يواكيم. يشير العنوان إلى زواجها من الأمير الذي حدث في مصلى القلعة.

## فريدريكسبورج في الفن

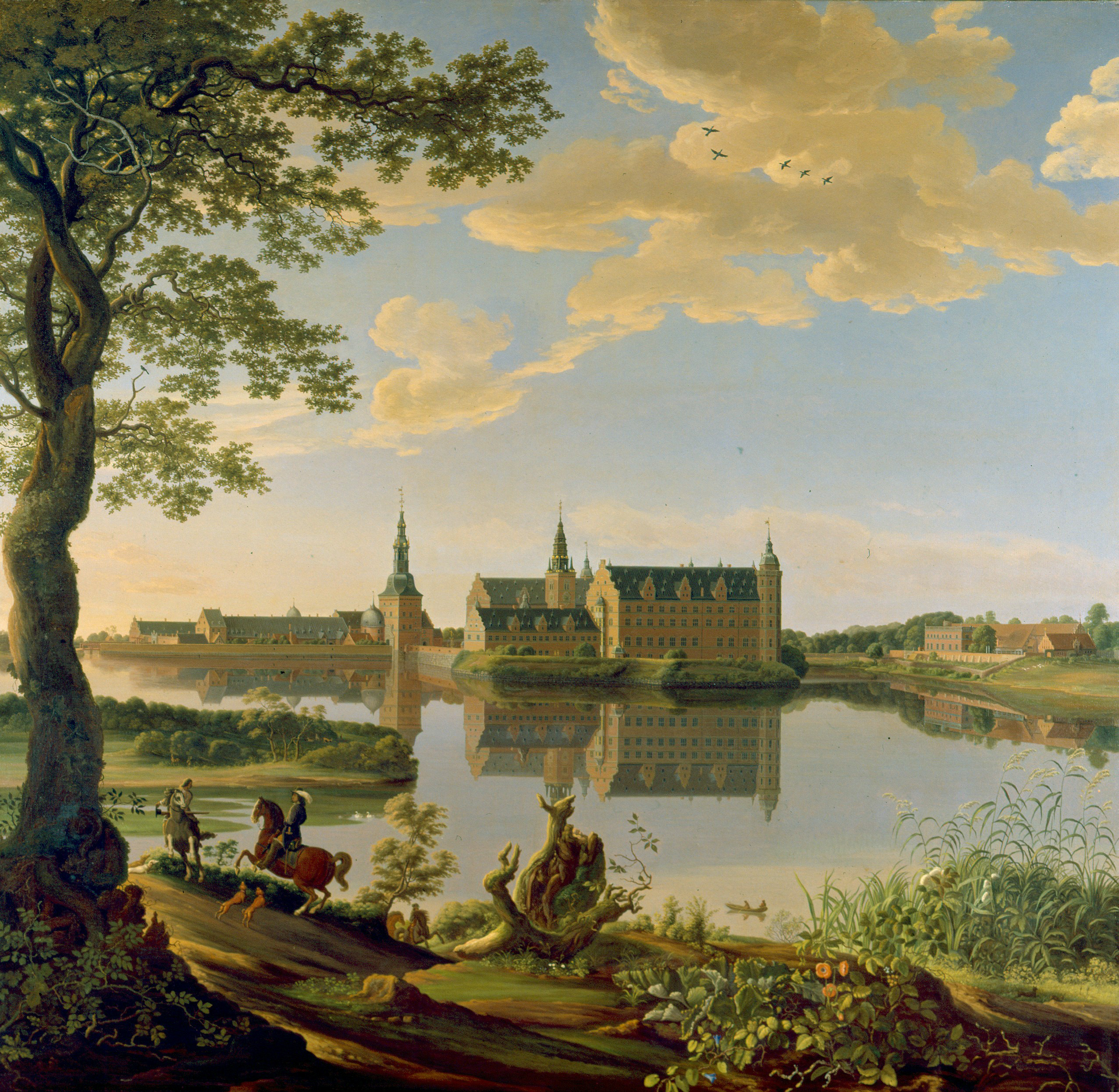
قلعة فريدريكسبورج (مع فريدريك الثالث ملك الدنمارك على ظهور الخيل) بواسطة لازاروس باراتا، عام 1652.
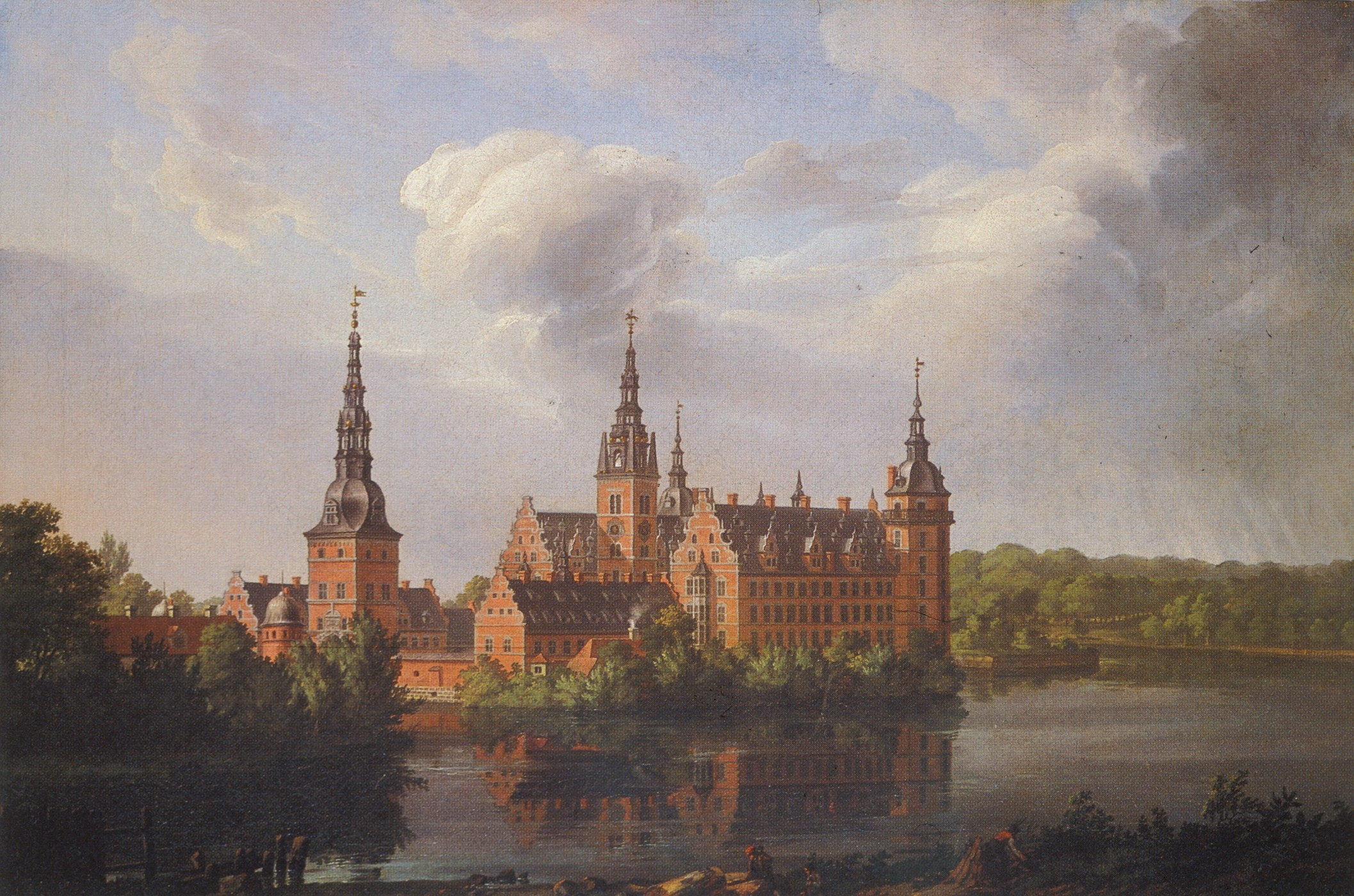
فريدريكسبورج بواسطة جي سي دال عام 1814.
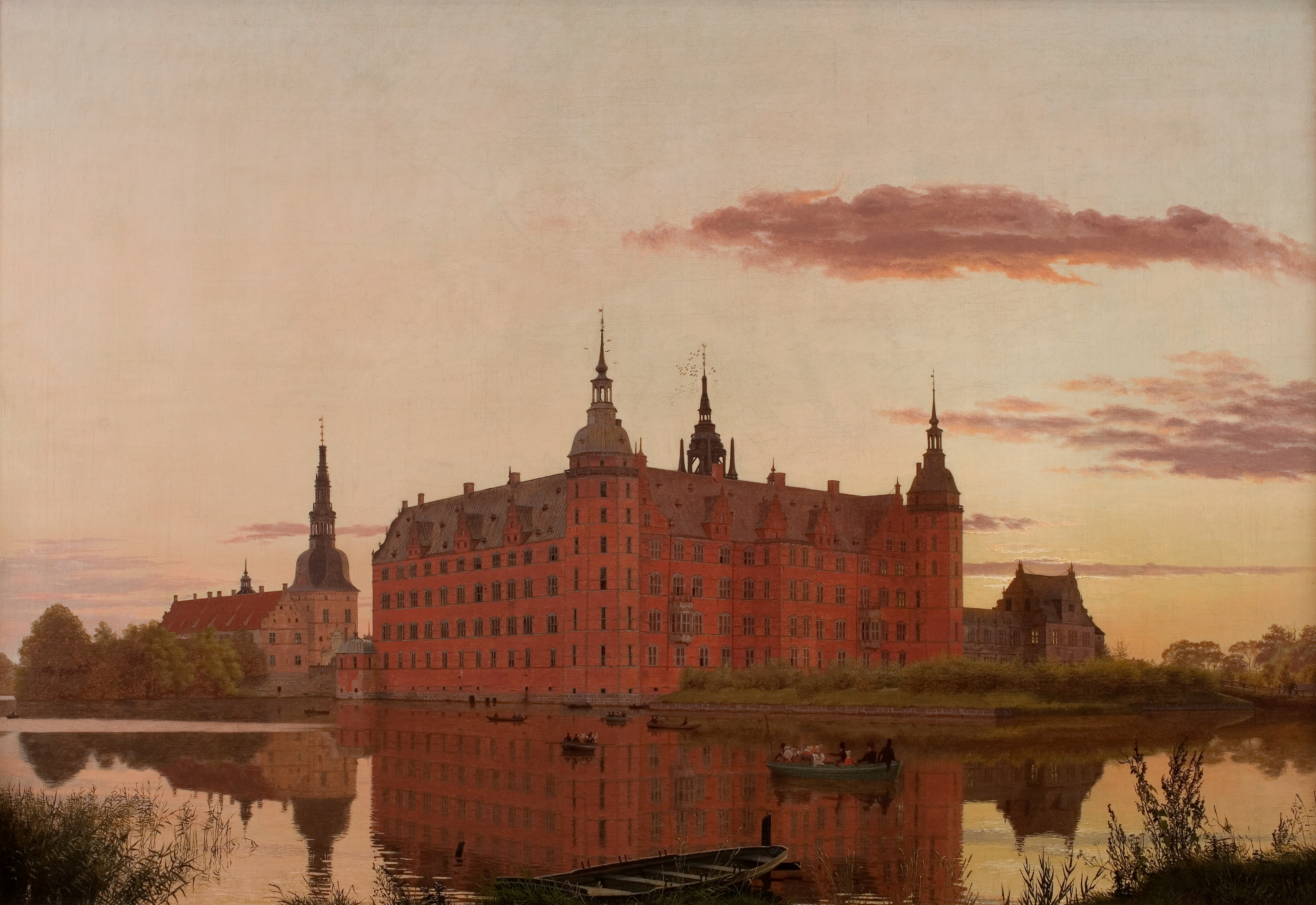
قلعة فريدريكسبورج، بقلم ، عام ١٨٣٥.
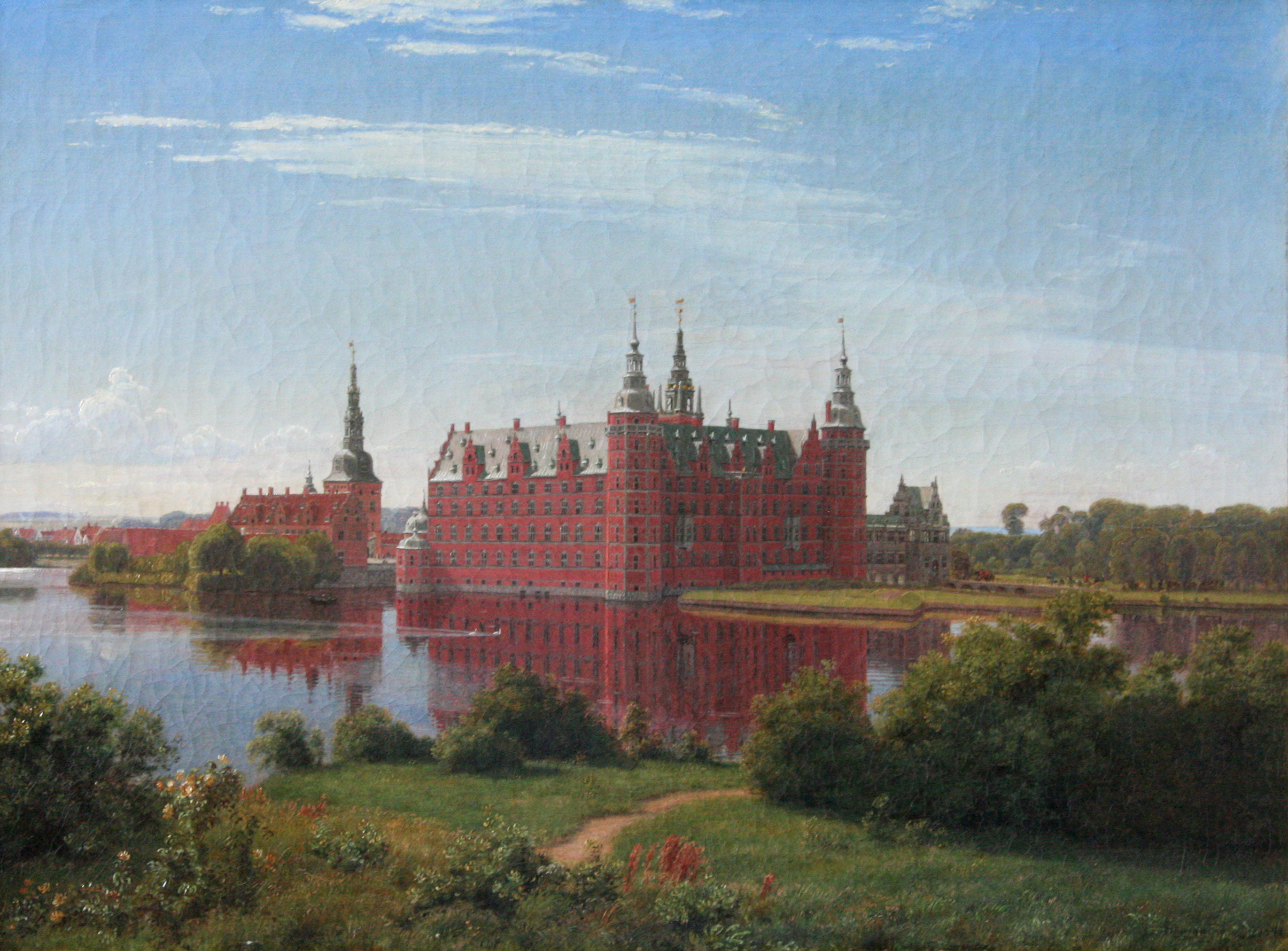
قلعة فريدريكسبورج، بواسطة بي سي سكوفجارد،1841.
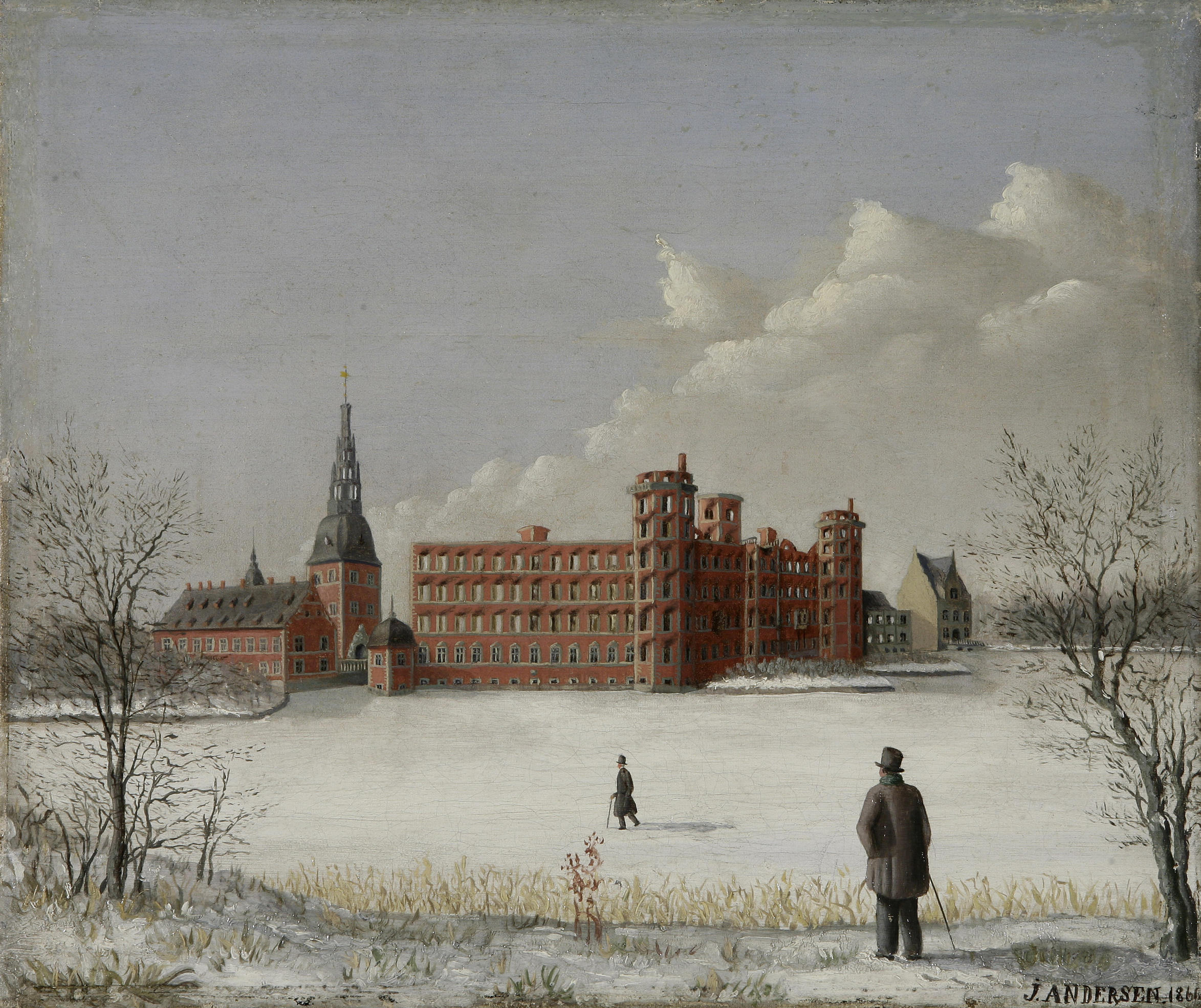
أطلال فريدريكسبورج بواسطة جيه أندرسن، 1860.